# ماریکا کیلیوس
ماریکا کیلیوس (آلمانی: Marika Kilius؛ زادهٔ ۲۱ مارس ۱۹۴۳) اسکیت‌باز نمایشی اهل آلمان است.
وی همچنین برندهٔ جوایزی همچون برگ بوی نقره‌ای شده‌است.